# Col Saint-Antoine (Alpes-Maritimes)
Pour les articles homonymes, voir Col Saint-Antoine.
Le col Saint-Antoine est un col des Alpes-Maritimes situé entre la commune de Vallauris et la commune de Cannes à 193 m. Le point culminant de Cannes à une altitude de 260 m est situé à proximité.